# غریبه (مجموعه تلویزیونی کره جنوبی)
غریبه (انگلیسی: Stranger; کره‌ای: 비밀의 숲) یک مجموعهٔ تلویزیونی کره جنوبی در ژانر درام جنایی دلهره‌آور است. این مجموعه تولید شده توسط گروه سیگنال انترتینمنت و آی‌اوکی مدیا و ساخته شده توسط استودیو دراگون و به نویسندگی لی سو-یون است و از ۱۰ ژوئن ۲۰۱۷ از تی‌وی‌ان روی آنتن رفت. این مجموعه برای فصل دوم تمدید شد، که از ۱۵ اوت ۲۰۲۰ پخش شد.
این مجموعه مورد توجه بینندگان داخلی و بین‌المللی قرار گرفت و نظرهای مطلوبی برای طرح فشرده، سکانس‌های گیرا و جذاب و اجراهای قوی دریافت کرد. این مجموعه در فهرست بهترین برنامه‌های تلویزیونی سال ۲۰۱۷ نیویورک تایمز قرار گرفت و برندهٔ چندین جایزه از جمله جایزه بزرگ (دسانگ) برای تلویزیون در جوایز هنری بکسانگ شد.

## بازیگران و شخصیت‌ها
- چو سونگ وو در نقش هوانگ شی-موک
- به دونا در نقش هان یو-جبن
- لی جون هیوک در نقش سو دونگ-جه
- یو جه-میونگ در نقش لی چانگ-جون (فصل ۱؛ مهمان فصل ۲)
- شین هه سون در نقش یونگ اون-سو (فصل ۱؛ مهمان فصل ۲)
- یون سه-آه در نقش لی یون-جه (فصل ۲؛ بازیگر چرخشی فصل ۱)
- جون هه جین در نقش چوی بیت (فصل ۲)

## بررسی اجمالی مجموعه
| فصل | قسمت‌ها | قسمت‌ها | تاریخ اصلی روی آنتن رفتن | تاریخ اصلی روی آنتن رفتن |
| فصل | قسمت‌ها | قسمت‌ها | اولین بار                | آخرین بار                |
| --- | ------ | ------ | ------------------------ | ------------------------ |
| ۱   | ۱۶     | ۱۶     | ۱۰ ژوئن ۲۰۱۷             | ۳۰ ژوئیه ۲۰۱۷            |
| ۲   | ۱۶     | ۱۶     | ۱۵ اوت ۲۰۲۰              | ۴ اکتبر ۲۰۲۰             |